# Lucius Atilius Luscus
Pour les articles homonymes, voir Atilii.
Lucius Atilius Luscus est un homme politique de la République romaine du Ve siècle av. J.-C.

## Famille
Il est membre de la gens des Atilii. Son statut de patricien n'est pas assuré. Son cognomen Luscus est donné par Denys d'Halicarnasse. Le Chronographe de 354 donne la forme Luscinus. Il est le père d'un Lucius Atilius et le grand-père de Lucius Atilius Priscus, tribun militaire en 399 et 396 av. J.-C.

## Biographie
En 444 av. J.-C., il est élu tribun militaire à pouvoir consulaire avec deux autres collègues. C'est la première fois que des tribuns militaires exercent à Rome le pouvoir consulaire et cette élection est rapidement contestée. Après seulement trois mois de mandat, Lucius Atilius et ses collègues sont contraints à la démission. Leur élection a été annulée pour vice de la procédure de prise des augures, un préalable obligatoire,.
Selon les auteurs antiques, les tribuns militaires sont remplacés par deux consuls suffecti, Lucius Papirius Mugillanus et Lucius Sempronius Atratinus, mais Tite-Live note que leurs noms n'apparaissent pas chez les premiers annalistes ni dans les registres des magistrats. Ils sont déduits d'une référence de Licinius Macer à propos du traité d'alliance qu'ils auraient renouvelé avec Ardea.